# Palazzo d’Accursio

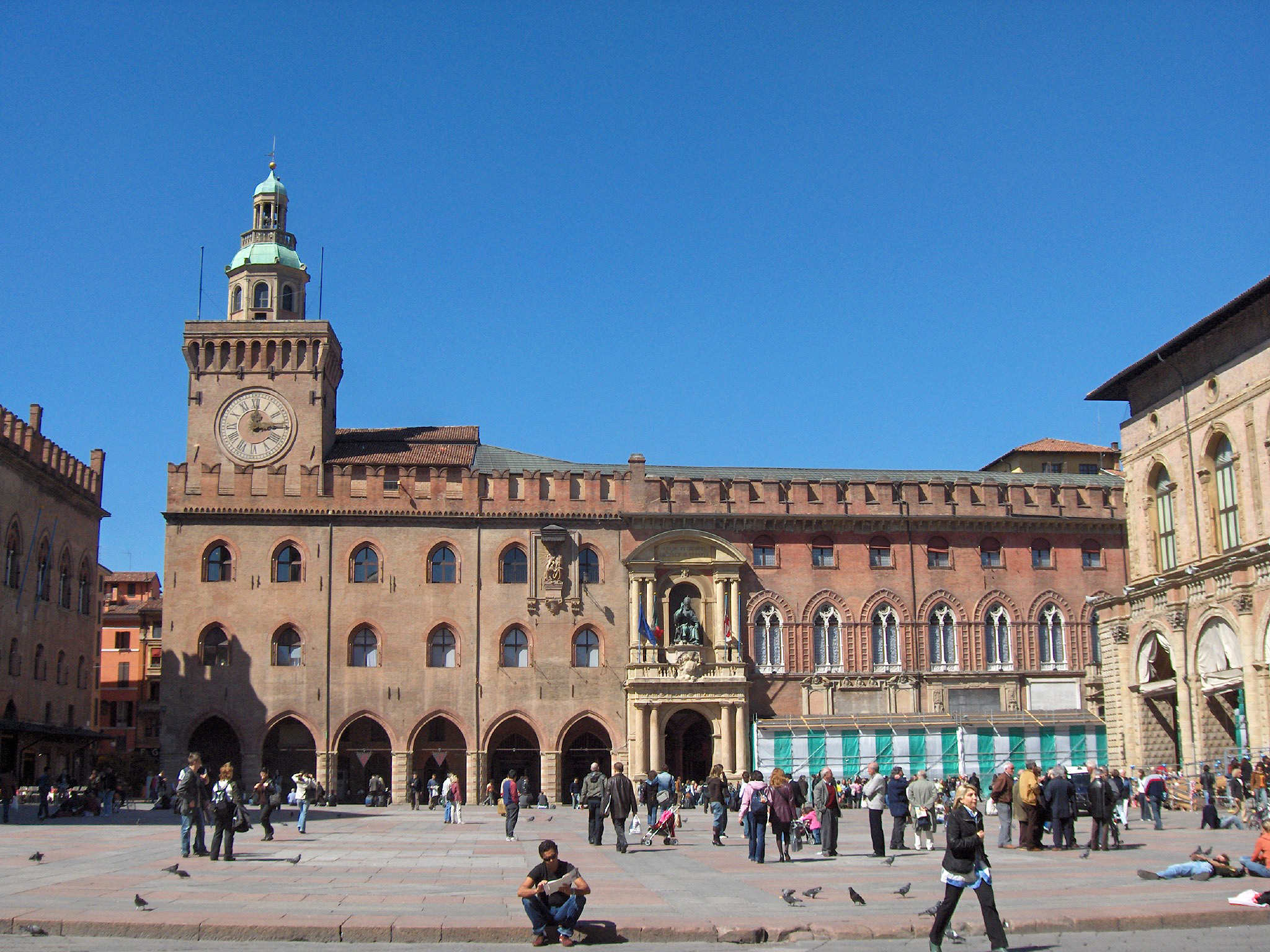
Blick von der Piazza Maggiore auf den Palazzo d’Accursio; am Bildrand rechts der Palazzo del Podestà

Der Palazzo d’Accursio ist ein Gebäudekomplex in Bologna, der heute die Stadtverwaltung beherbergt (daher auch Palazzo Comunale).

## Geschichte
Ursprünglich war es der Wohnsitz des Rechtsgelehrten Accursius. 1336 wurde der Palazzo Sitz des Ältestenrats und dann Regierungssitz. Die Treppenhäuser im Inneren sind mit breiten, flachen Stufen so gestaltet, dass die Herrschaften zu Pferde im Gebäude hinaufreiten konnten.
Über dem Portal thront eine große Bronze-Statue (1580) des Papstes Gregor XIII., Initiator des gregorianischen Kalenders. Ebenfalls an der Hauptfassade zur Piazza Maggiore befindet sich auch die Terrakotta-Skulptur Madonna mit Kind (1478) von Niccolò dell’Arca. Der Architekt Fioravante Fioravanti baute im 15. Jahrhundert an den schon vorhandenen Torre Accursi aus dem 13. Jahrhundert eine Uhr an und machte ihn so zum Uhrenturm (it.: Torre dell’Orologio).
Im ersten Stock des Palazzo befindet sich der Sitzungssaal des Gemeinderates.
Der Saal im zweiten Stock hieß Königlicher Saal; dort empfing Karl V. 1530 die Eiserne Krone als König von Italien. Seine Krönung zum Kaiser erfolgte in der benachbarten Basilika San Petronio. 1665 ließ Kardinal Girolamo Farnese den Saal umbauen.
Neben der städtischen Kunstsammlung befand sich im Palazzo Comunale bis 2012 auch ein Morandi-Museum; letzteres ist heute Teil des Museums für Moderne Kunst, MAMbo. Ebenfalls zum Gebäudekomplex gehört die angrenzende Sala Borsa, eine überdachte Piazza, die im Laufe der Jahrhunderte als Botanischer Garten, Sparkasse, Sporthalle und heute als Bibliothek dient.